# Харта на Обединените нации
Уставът (Хартата) на Обединените нации е договор, който образува и основава международната Организация на обединените нации. Той е подписан на Конференцията за международна организация на обединените нации в Сан Франциско, Калифорния, САЩ на 26 юни 1945 г. от 50 от 51-те страни първоначални членки на организацията (Полша го подписва по-късно).
Договорът влиза в сила на 24 октомври 1945 г., след като е ратифициран от петте постоянни члена на Съвета за сигурност – Великобритания, Китай, САЩ, СССР (Руска федерация) и Франция.
Хартата се състои от встъпление (преамбюл) и редица членове групирани в глави:
- Глава I излага целите на ООН, включително важните постановления за поддържане на международния мир и сигурност.
- Глава II определя критериите за членуване в ООН.
- Глави III-XV описват органите и институциите на ООН и техните съответни власти.
  - Глава VI описва властта на Съвета за сигурност да разследва и посредничи в спорни въпроси.
  - Глава VII описва властта на Съвета за сигурност да упълномищи икономически, дипломатически и военни санкции, както и употребата на военна сила за разрешаване на спорни въпроси.
  - Глава VIII дава възможност за регионални споразумения за осигуряване на мир и сигурност.
  - Глави IX и X описват властта на ООН за икономическо и социално сътрудничество и Икономическия и социален съвет на ООН, който надзирава тази власт.
  - Глави XI и XII описват Съвета по опеката, който надзирава деколонизацията.
  - Глави XIV и XV установяват властта съответно на Международния съд и на Секретариата на ООН.
  - Глави XVI и XVII описват споразуменията за интегриране на ООН с установеното международно право.
  - Глави XVIII и XIX описват процедурите за поправка и ратфикация на договора.